# Смольянинов, Владимир Михайлович
Владимир Михайлович Смольянинов — советский научный деятель, заслуженный деятель науки РСФСР.

## Биография
Родился в 1898 году. Член КПСС с 1944 года.
С 1924 года — на хозяйственной, общественной и политической работе. В 1924—1981 гг. — научный сотрудник кафедры судебной медицины МГУ, главный судебно-медицинским экспертом М3 РСФСР, научный сотрудник кафедры судебной медицины 2-го ММИ, профессор, заведующий кафедрой и одновременно заместитель директора 2-го ММИ по научной части, заместитель директора и заведующий токсикологическим, организационным и другими отделами НИИ судебной медицины.
Умер в Москве в 1981 году.